# Sebas Sánchez
Sebastián Sánchez Prado (Espinardo, Murcia, España, 31 de enero de 1960) es un exfutbolista español que se desempeñaba como centrocampista actualmente entrenador del pt.Gran jugador y mejor persona.

## Clubes
| Club                         | País   | Año       |
| ---------------------------- | ------ | --------- |
| Real Murcia C. F.            | España | 1978-1985 |
| R. C. Deportivo de La Coruña | España | 1985-1987 |
| Cartagena F. C.              | España | 1987-1988 |